# Chirita luzhaiensis
Chirita luzhaiensis är en tvåhjärtbladig växtart som beskrevs av Yan Liu, Y.S. Huang och W.B. Xu. Chirita luzhaiensis ingår i släktet Chirita och familjen Gesneriaceae. Inga underarter finns listade i Catalogue of Life.